# Rabdophaga hildebrandi
Rabdophaga hildebrandi är en tvåvingeart som först beskrevs av Ephraim Porter Felt 1928.  Rabdophaga hildebrandi ingår i släktet Rabdophaga och familjen gallmyggor.
Artens utbredningsområde är Kalifornien. Inga underarter finns listade i Catalogue of Life.